# Gerhard Ring
Gerhard Ring (geboren 1957 in Pirmasens) ist ein deutscher Rechtswissenschaftler und Hochschullehrer.

## Leben
Ring studierte von 1976 bis 1981 Rechtswissenschaften, Geschichte und Politikwissenschaft an der Universität des Saarlandes. 1982 legte er das erste juristische Staatsexamen ab, gefolgt vom Rechtsreferendariat bis 1985 und einem Aufbaustudium an der Hochschule für Verwaltungswissenschaften Speyer, das er mit dem Magister der Verwaltungswissenschaften abschloss. 1985 absolvierte er das zweite juristische Staatsexamen und erwarb den Grad eines Lizenziaten der Rechte. 
Bis 1988 war Ring als wissenschaftlicher Mitarbeiter an der Universität Trier tätig. 1989 folgte die Promotion zum Doktor der Rechte. Von 1988 bis 1996 war er Beamter im Ministerium für Wissenschaft und Forschung des Landes Nordrhein-Westfalen, zuletzt als Ministerialrat. 1995 erfolgte die Habilitation. 
1996 übernahm Ring den Lehrstuhl für Bürgerliches Recht, Deutsches und Europäisches Wirtschaftsrecht an der TU Bergakademie Freiberg, den er bis zu seiner Pensionierung im März 2023 innehatte. Seit 1999 war er geschäftsführender Direktor des Instituts für Europäisches Wirtschafts- und Umweltrecht in Freiberg. Gastprofessuren führten ihn an die Rhodes-Universität, Grahamstown, Südafrika, die Dresden International University und die Karl-Franzens-Universität Graz. Ring ist mit der aus Dänemark stammenden Line Olsen-Ring verheiratet, die eine Honorarprofessur an der Juristenfakultät der Universität Leipzig innehat.
Ring war von 2009 bis 2015 Mitherausgeber und Schriftleiter der Zeitschrift Neue Justiz. 

## Veröffentlichungen (Auswahl)
- mit Eckhard Flohr: Das neue Gleichbehandlungsgesetz. ZAP, Recklinghausen 2006, ISBN 3-89655-202-3.
- als Hrsg. mit Herbert Grziwotz: Systematischer Praxiskommentar. Personengesellschaftsrecht. Bundesanzeiger Verlag, Köln 2011, ISBN 978-3-89817-696-5.
- mit Line Olsen-Ring: Einführung in das skandinavische Recht. C.H. Beck, München 1999; 2. Aufl. 2014, ISBN 978-3-406-66127-3.
- mit Peter Bülow, Markus Artz, Kerstin Brixius: Heilmittelwerbegesetz. 6. Aufl. 2022, Carl Heymanns, ISBN 978-3-452-29817-1.
- mit Thomas Klingelhöfer: AGB-Recht in der anwaltlichen Praxis. DeutscherAnwaltVerlag, Bonn 2006; 4. Aufl. 2017, ISBN 978-3-8240-1461-3.
- mit Line Olsen-Ring: Internationales Privatrecht. C.H. Beck, München 2013, 2. Aufl. 2017, ISBN 978-3-406-70648-6.
- Anwaltliches Werberecht. Nomos, Baden-Baden 2012; 2. Aufl. 2018, ISBN 978-3-8487-4627-9.
- mit Sebastian Kiefel, Julia Möller-Klapperich: Urheberrecht. Nomos, Baden-Baden 2021, ISBN 978-3-8487-5336-9.
- mit Alexander Geißler: Gewerblicher Rechtsschutz. Nomos, Baden-Baden 2022, ISBN 978-3-8487-5335-2.

Ring ist Mitherausgeber des Nomos Kommentars BGB (Gesamtausgabe) und insbesondere des Bands BGB Sachenrecht. Er gibt außerdem die Reihe Schriften zur Praxis des Gewerblichen Rechtsschutzes (bei Peter Lang) heraus.